# Le Loreur
Le Loreur est une commune française, située dans le département de la Manche en région Normandie, peuplée de 262 habitants.

## Géographie
La commune est au sud du pays de Coutances, aux confins de l'Avranchin. Son bourg est à 8 km au sud-est de Bréhal, à 9 km au sud-ouest de Gavray, à 9 km au nord de La Haye-Pesnel, à 16 km à l'est de Granville et à 19 km à l'ouest de Villedieu-les-Poêles.
| Hudimesnil                 | Cérences                   | Ver, La Meurdraquière |
| Hudimesnil                 | du Loreur                  | La Meurdraquière      |
| Saint-Sauveur-la-Pommeraye | Saint-Sauveur-la-Pommeraye | La Meurdraquière      |

### Hydrographie
La commune est située dans le bassin Seine-Normandie. Elle est drainée par le ruisseau du Boscq, le ruisseau d'Equilbec, le cours d'eau 01 de la Fresnerie et le cours d'eau 01 des Huets,,.
Le ruisseau du Boscq, d'une longueur de 18 km, prend sa source dans la commune de La Meurdraquière et se jette  dans le golfe de Saint-Malo à Granville, après avoir traversé douze communes. 

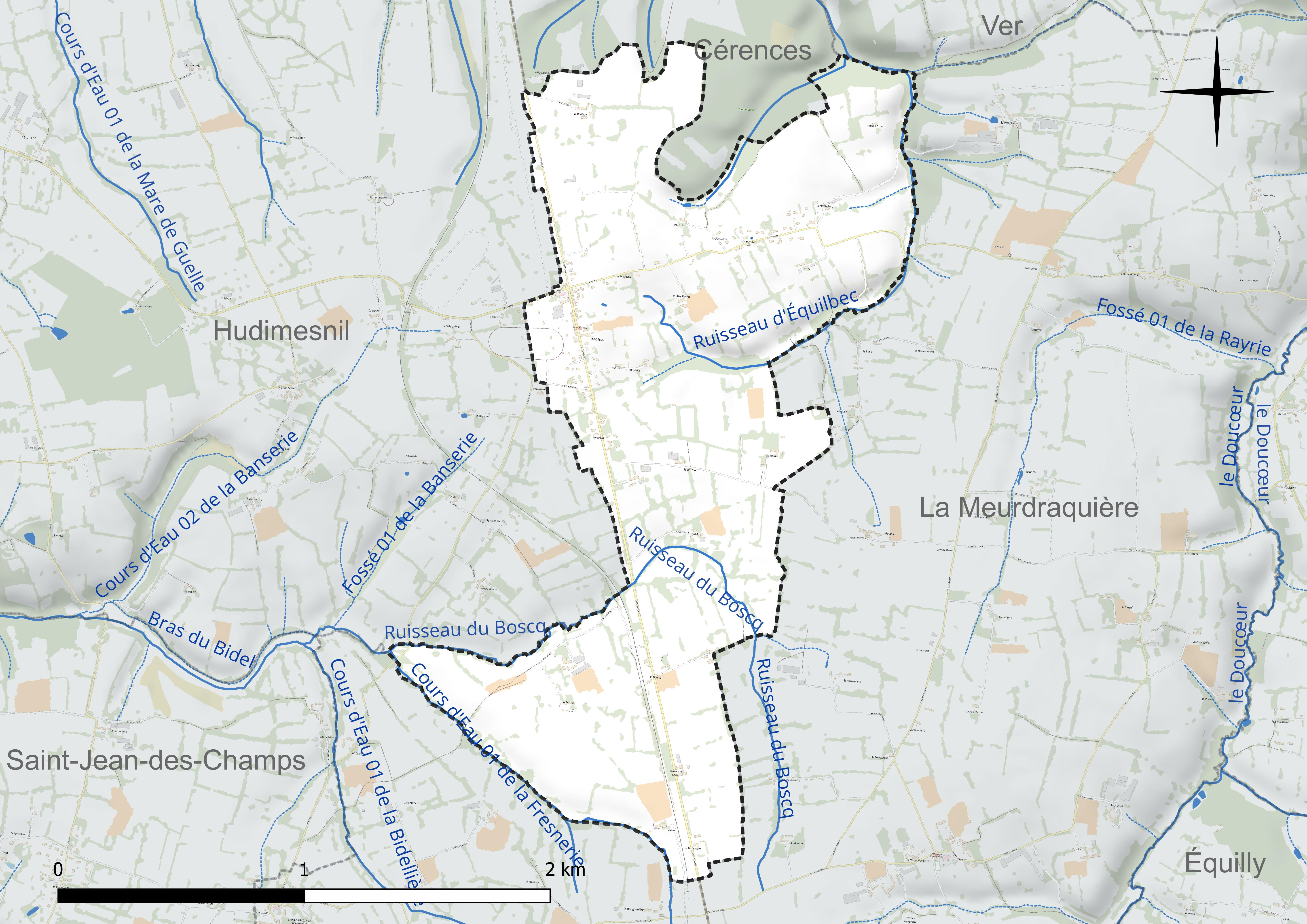
Réseau hydrographique du Le Loreur.

### Climat
Pour des articles plus généraux, voir Climat de la Normandie et Climat de la Manche.
En 2010, le climat de la commune est de type climat océanique franc, selon une étude du CNRS s'appuyant sur une série de données couvrant la période 1971-2000. En 2020, Météo-France publie une typologie des climats de la France métropolitaine dans laquelle la commune est exposée à un climat océanique et est dans la région climatique  Normandie (Cotentin, Orne), caractérisée par une pluviométrie relativement élevée (850 mm/a) et un été frais (15,5 °C) et venté. Parallèlement le GIEC normand, un groupe régional d’experts sur le climat, différencie quant à lui, dans une étude de 2020, trois grands types de climats pour la région Normandie, nuancés à une échelle plus fine par les facteurs géographiques locaux. La commune est, selon ce zonage, exposée à un « climat maritime », correspondant au Cotentin et à l'ouest du département de la Manche, frais, humide et pluvieux, où les contrastes pluviométrique et thermique sont parfois très prononcés en quelques kilomètres quand le relief est marqué.
Pour la période 1971-2000, la température annuelle moyenne est de 10,8 °C, avec une amplitude thermique annuelle de 12,1 °C. Le cumul annuel moyen de précipitations est de 997 mm, avec 14,3 jours de précipitations en janvier et 8,9 jours en juillet. Pour la période 1991-2020, la température moyenne annuelle observée sur la station météorologique la plus proche, située sur la commune de Longueville à 9 km à vol d'oiseau, est de 11,9 °C et le cumul annuel moyen de précipitations est de 802,4 mm,. Pour l'avenir, les paramètres climatiques de la commune estimés pour 2050 selon différents scénarios d’émission de gaz à effet de serre sont consultables sur un site dédié publié par Météo-France en novembre 2022.

## Urbanisme

### Typologie
Au 1er janvier 2024, Le Loreur est catégorisée commune rurale à habitat dispersé, selon la nouvelle grille communale de densité à sept niveaux définie par l'Insee en 2022.
Elle est située hors unité urbaine. Par ailleurs la commune fait partie de l'aire d'attraction de Granville, dont elle est une commune de la couronne,. Cette aire, qui regroupe 34 communes, est catégorisée dans les aires de moins de 50 000 habitants,.

### Occupation des sols
L'occupation des sols de la commune, telle qu'elle ressort de la base de données européenne d’occupation biophysique des sols Corine Land Cover (CLC), est marquée par l'importance des territoires agricoles (90,9 % en 2018), en diminution par rapport à 1990 (93,9 %).
La répartition détaillée en 2018 est la suivante : prairies (53,2 %), zones agricoles hétérogènes (35,2 %), forêts (6,1 %), espaces verts artificialisés, non agricoles (3 %), terres arables (2,5 %).
L'évolution de l’occupation des sols de la commune et de ses infrastructures peut être observée sur les différentes représentations cartographiques du territoire : la carte de Cassini (XVIIIe siècle), la carte d'état-major (1820-1866) et les cartes ou photos aériennes de l'IGN pour la période actuelle (1950 à aujourd'hui).

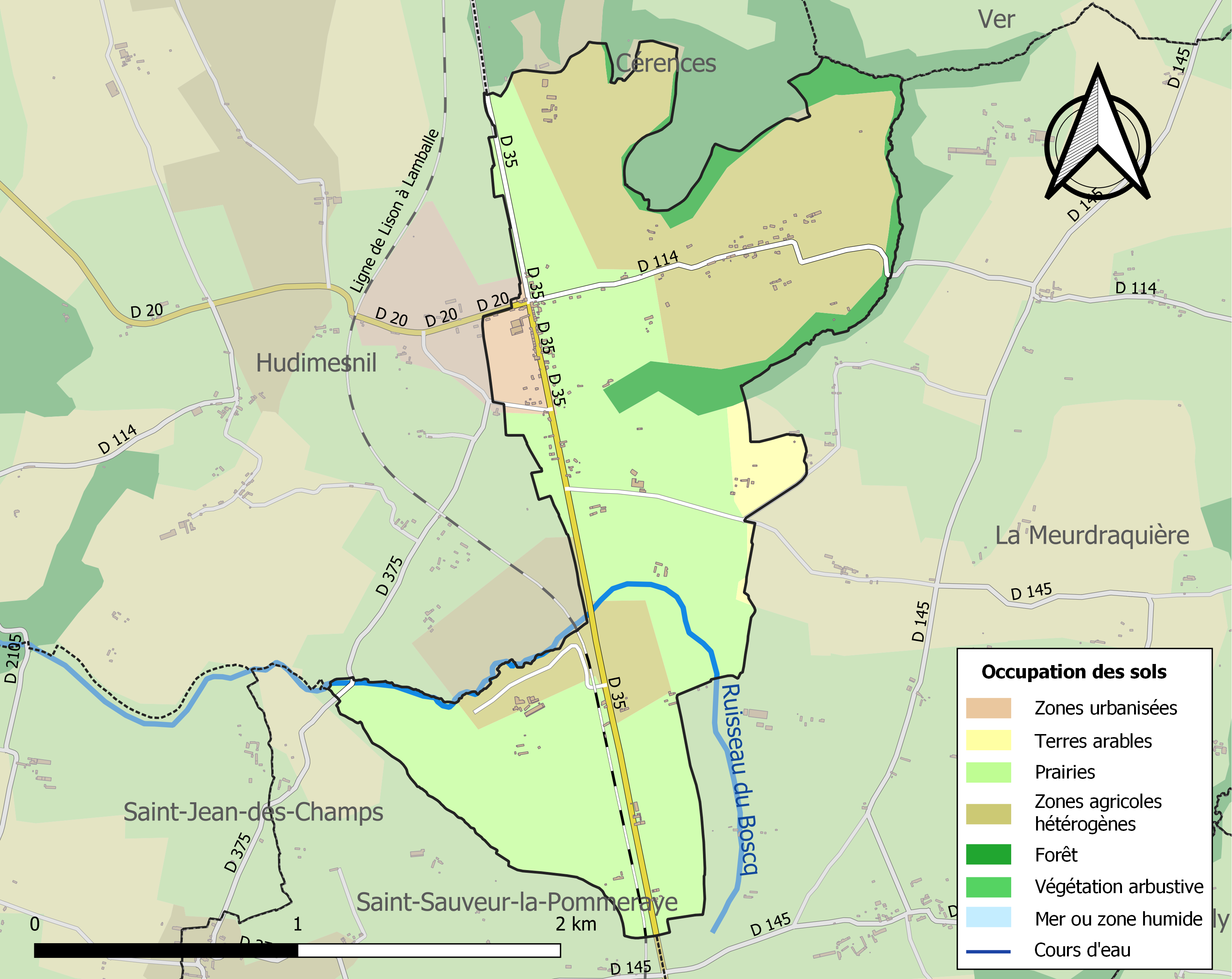
Carte des infrastructures et de l'occupation des sols de la commune en 2018 (CLC).

## Toponymie
Le nom de la localité est attesté sous les formes de Loratorio en 1162, le Loroor en 1253, de Oratorio en 1332,, Loreour sans date.
Le toponyme est issu de l'ancien français oreor ou oreur, « oratoire », lui-même issu du latin oratorium. La perte de la connaissance du sens du toponyme a conduit à la répétition de l'article précédemment agglutiné.
Le gentilé est Lorois.

## Histoire

### Moyen Âge
Au XIIIe siècle, Robert Murdac avait le patronage de l'église.

### Temps modernes
À la fin du XVIIe ou au début du XVIIIe siècle, Luc Le boucher, fils de Jean Le Boucher de Vallesfleurs, sieur de Vallesfleurs et de Gatigny (Saint-Pair-sur-Mer), conseiller du roi, vicomte de Granville, maire perpétuel de Granville de 1692 à 1743, est titré seigneur du Loreur.
Jacques Asselin (fl.  au XVIIe siècle) et son fils, Jean-Baptiste (fl.  au XVIIIe siècle), furent tous les deux seigneurs de Ravenoville et du Loreur, et, servirent dans la compagnie des gendarmes de la garde du Roi et furent faits chevaliers de Saint-Louis.

### Révolution française et Empire
À l'Assemblée primaire de 1790 à Cérences, Le Loreur fut représenté par Antoine Nicolas Tanquerey (1731-1800) et Pierre Grandin (1747-1829), tous deux laboureurs.

## Politique et administration
| Période                                  | Période   | Identité                    | Étiquette | Qualité                                                               |
| ---------------------------------------- | --------- | --------------------------- | --------- | --------------------------------------------------------------------- |
| 1810                                     | 1846      | Antoine Françoise Tanqueray |           |                                                                       |
| 1846                                     | 1848      | Victor-Charles Collette     |           |                                                                       |
| 1849                                     | 1859      | Victor-Honoré Boussey       |           |                                                                       |
| 1859                                     | 1898      | Pierre-Marie Tanqueray      |           |                                                                       |
| 1899                                     | 1904      | Aimable Hirou               |           |                                                                       |
| 1904                                     | 1910      | Victor Duval                |           |                                                                       |
| 1910                                     | 1913      | Auguste Cyrille Hue         |           | Cultivateur                                                           |
| 1913                                     | 1925      | Prosper Couillard           |           |                                                                       |
| 1925                                     | 1935      | Pierre Dubourg              |           |                                                                       |
| 1935                                     | 1945      | Désiré Legallais            |           |                                                                       |
| 1945                                     | 1947      | Auguste Bouillet            |           |                                                                       |
| 1947                                     | 1953      | Désiré Legallais            |           |                                                                       |
| 1953                                     | mars 1995 | Marcel Morin                |           | Agriculteur                                                           |
| 1995                                     | mars 2001 | Chantal Gallier             |           | Agricultrice                                                          |
| mars 2001                                | En cours  | Patricia Lecomte            | DVD       | Comptable, conseillère départementale du canton de Bréhal depuis 2012 |
| Les données manquantes sont à compléter. |           |                             |           |                                                                       |

Le conseil municipal est composé de onze membres dont le maire et deux adjoints.

## Population et société

### Démographie
L'évolution du nombre d'habitants est connue à travers les recensements de la population effectués dans la commune depuis 1793. Pour les communes de moins de 10 000 habitants, une enquête de recensement portant sur toute la population est réalisée tous les cinq ans, les populations de référence des années intermédiaires étant quant à elles estimées par interpolation ou extrapolation. Pour la commune, le premier recensement exhaustif entrant dans le cadre du nouveau dispositif a été réalisé en 2006.
En 2022, la commune comptait 262 habitants, en évolution de −5,76 % par rapport à 2016 (Manche : −0,31 %, France hors Mayotte : +2,11 %).
Le Loreur a compté jusqu'à 348 habitants en 1846.
| 1793 | 1800 | 1806 | 1821 | 1831 | 1836 | 1841 | 1846 | 1851 |
| ---- | ---- | ---- | ---- | ---- | ---- | ---- | ---- | ---- |
| 228  | 298  | 289  | 306  | 316  | 322  | 344  | 348  | 335  |

| 1856 | 1861 | 1866 | 1872 | 1876 | 1881 | 1886 | 1891 | 1896 |
| ---- | ---- | ---- | ---- | ---- | ---- | ---- | ---- | ---- |
| 312  | 303  | 316  | 320  | 315  | 303  | 314  | 274  | 276  |

| 1901 | 1906 | 1911 | 1921 | 1926 | 1931 | 1936 | 1946 | 1954 |
| ---- | ---- | ---- | ---- | ---- | ---- | ---- | ---- | ---- |
| 256  | 234  | 217  | 177  | 206  | 212  | 188  | 207  | 201  |

| 1962 | 1968 | 1975 | 1982 | 1990 | 1999 | 2006 | 2011 | 2016 |
| ---- | ---- | ---- | ---- | ---- | ---- | ---- | ---- | ---- |
| 218  | 203  | 164  | 166  | 167  | 177  | 178  | 239  | 278  |

| 2021 | 2022 | - | - | - | - | - | - | - |
| ---- | ---- | - | - | - | - | - | - | - |
| 269  | 262  | - | - | - | - | - | - | - |

### Cultes
L'église dépend de la paroisse Notre-Dame-de-l'Espérance du doyenné du Pays de Granville-Villedieu.

## Culture locale et patrimoine

### Lieux et monuments
- Église Notre-Dame du XVIIIe siècle avec tour carrée terminée par un toit en bâtière et cadran solaire dans le mur de l'église. Elle abrite une Vierge à l'Enfant du XIVe classée au titre objet en 1914 aux monuments historiques[35], les statues d'un saint évêque du XIXe, de saint Charles Borromée du XIXe, un tableau l'Assomption du XIXe, une verrière des XIXe-XXe, un grand christ en croix du XVIIe. un panneau armoirié sur l'abside.
- Chapelle- Notre-Dame-du-Rosaire. Elle accueillait tous les 15 août des pèlerinages avec procession et distribution de pain bénit[28].
- Croix de cimetière du XVIIe siècle.
- Oratoire.
- Maison datée de 1818, près de l'église.

Pour mémoire
- Château de la Boulaye, qui jusqu'en 1827 était porté en tant que ruine au cadastre et sont de nos jours totalement oubliées[28].

### Personnalités liées à la commune
- Christophe Gallier (né en 1975), driver et entraîneur de trotteurs français, a son écurie de course sur la commune. Il y a notamment entrainé Jag de Bellouet qu'il a mené à la victoire en 2005 dans le Prix d'Amérique.